# Spich
Spich è uno dei dodici quartieri di Troisdorf, nel circondario tedesco del Reno-Sieg, nel Bundesland della Renania Settentrionale-Vestfalia.

## Caratteristiche
Al 30 giugno 2010 contava 12.817 abitanti e, dopo Troisdorf-Mitte è il quartiere più popoloso della città.
Il quartiere è attraversato dalla Bundesstraße 8 e ospita una zona produttiva (al confine del centro abitato) ed è collegata alla Bundesautobahn 59 per mezzo di un allacciamento.
Spich ha inoltre una fermata della S-Bahn che porta direttamente all'Aeroporto di Colonia/Bonn e a Colonia (Germania).
Le abitazioni sono costituite sia da casette monofamiliari che da piccoli condomini.

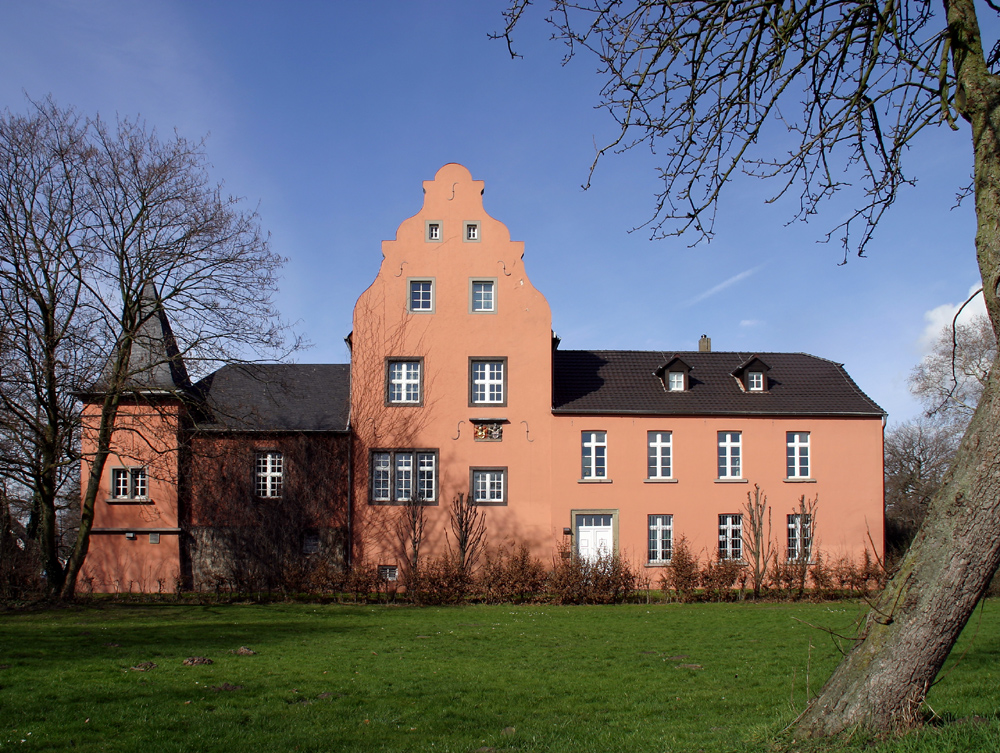
Mansion della casa signorile Broich, eretta nel 1620
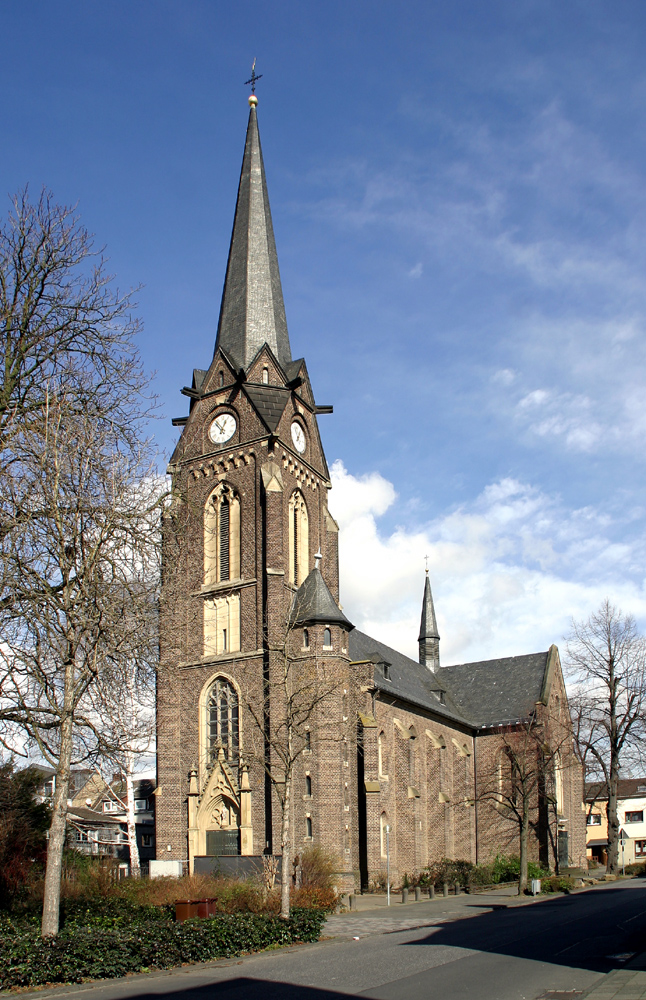
Chiesa Parrocchiale in stile neogotico di "Santa Maria Assunta"